# La Barceloneta

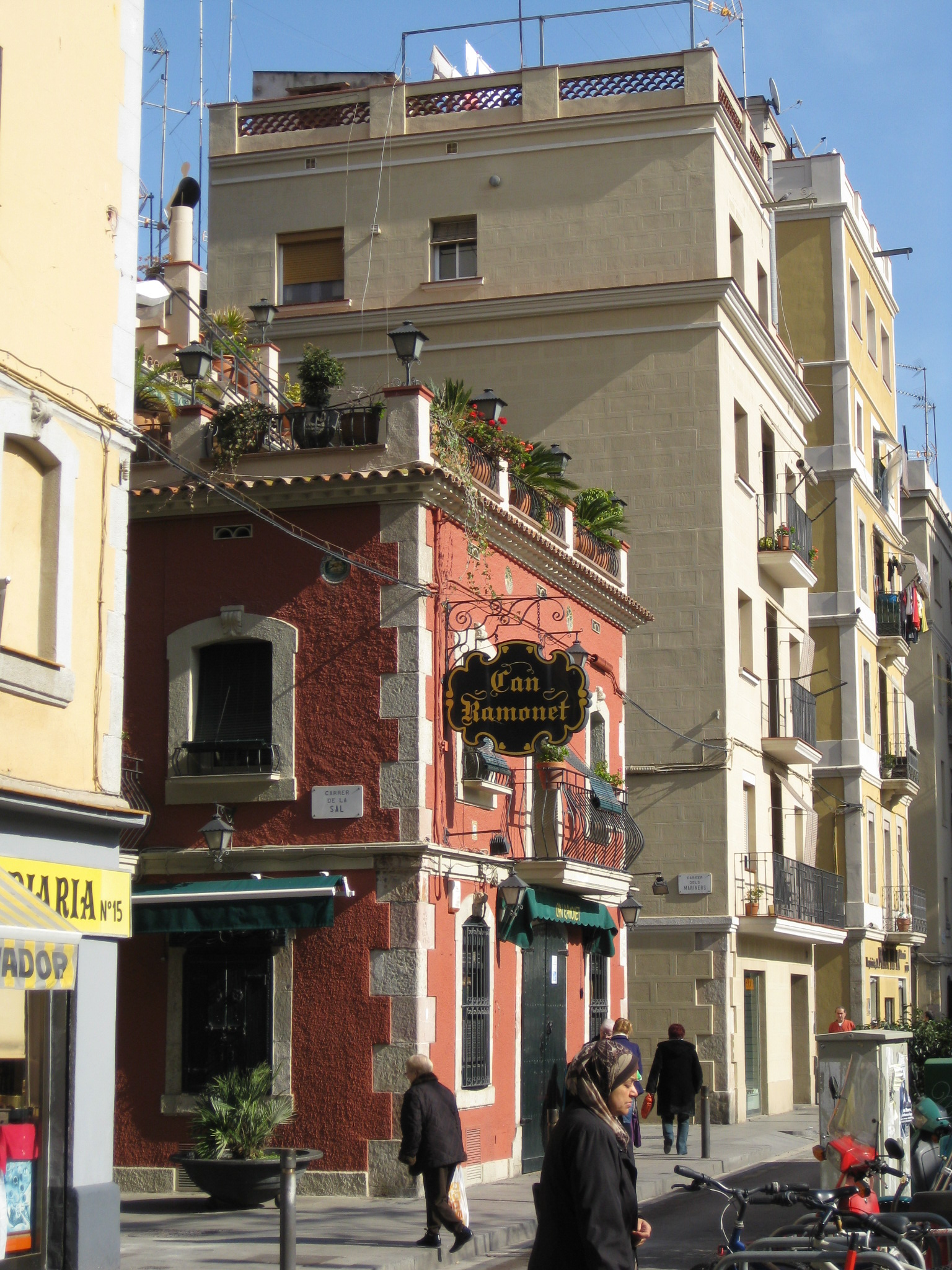
Straat in La Barceloneta

La Barceloneta is een buurt in het district Ciutat Vella van Barcelona, Catalonië, Spanje. Hij vormt ruwweg een driehoek begrensd door de Middellandse Zee, Port Vell in de haven van Barcelona en de buurt El Born. Barceloneta heeft een eigen metrostation.
De buurt is gebouwd na het beleg van 1712-1714 voor inwoners van de wijk La Ribera, die gedwongen moesten verhuizen vanwege de bouw van de citadel van Barcelona. Militair ingenieur George Prosper Verboom tekende toen een nieuwe plattegrond uit voor de vissersenclave. 
Barceloneta is bekend vanwege zijn zandstrand (dat ook wordt genoemd in boek 2 van Don Quichot) en vanwege de vele (vis)restaurants en nachtclubs aan de boulevard. Begin 21e eeuw was de kwaliteit van het zand een bron van voortdurende controverse. In februari 2008 is de WHO een onderzoek begonnen om erachter te komen of het zand voldoet aan de WHO strandgezondheids- en veiligheidsstandaarden.